# Burg Křečov
Die Burg Křečov (deutsch Rust) ist die Ruine einer gotischen Hangburg auf der Gemarkung der Gemeinde Podbořanský Rohozec (Deutsch Rust) in Tschechien. Sie ist als Kulturdenkmal geschützt.

## Geographie
Die Reste der Burg Křečov liegen anderthalb Kilometer südöstlich von Podbořanský Rohozec in den Ausläufern des Duppauer Gebirges. Die Ruine befindet sich linksseitig über dem Tal des Baches Dolánecký potok am Südosthang des Hügels U Hradu (521 m n.m.). Südöstlich erhebt sich der Kamenný chlum (525 m n.m.), im Südwesten der Na Kamenném (522 m n.m.). Über die Höhe nördlich der Ruine verläuft die Staatsstraße II/221 zwischen Nepomyšl und Podbořanský Rohozec. 600 m westlich liegt der jüdische Friedhof.
Umliegende Ortschaften sind Chmelištná im Norden, Nepomyšl im Nordosten, Dvérce im Osten, Dětaň im Südosten, Nová Ves im Südwesten und Podbořanský Rohozec im Nordwesten.

## Geschichte

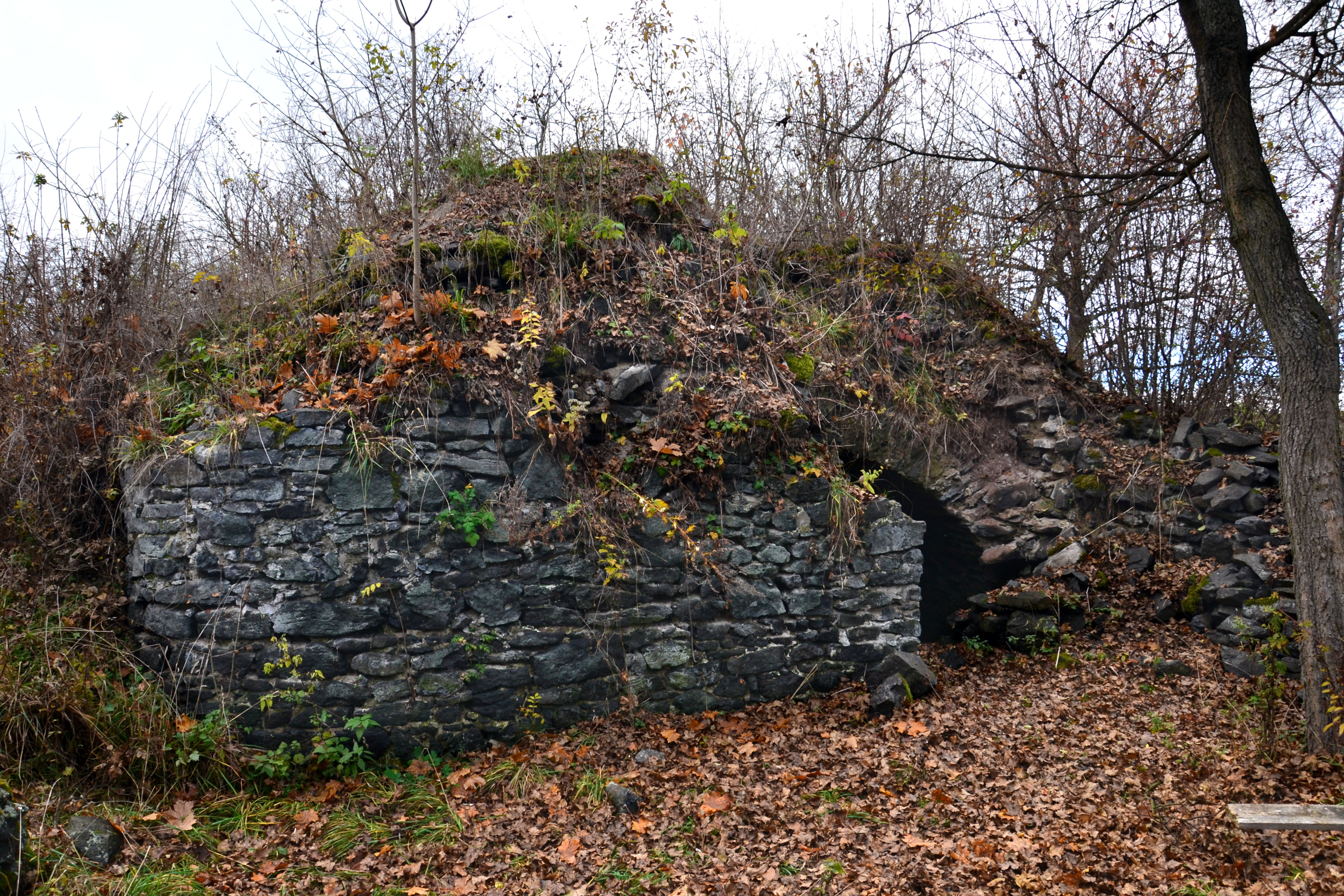
Torso des Donjon

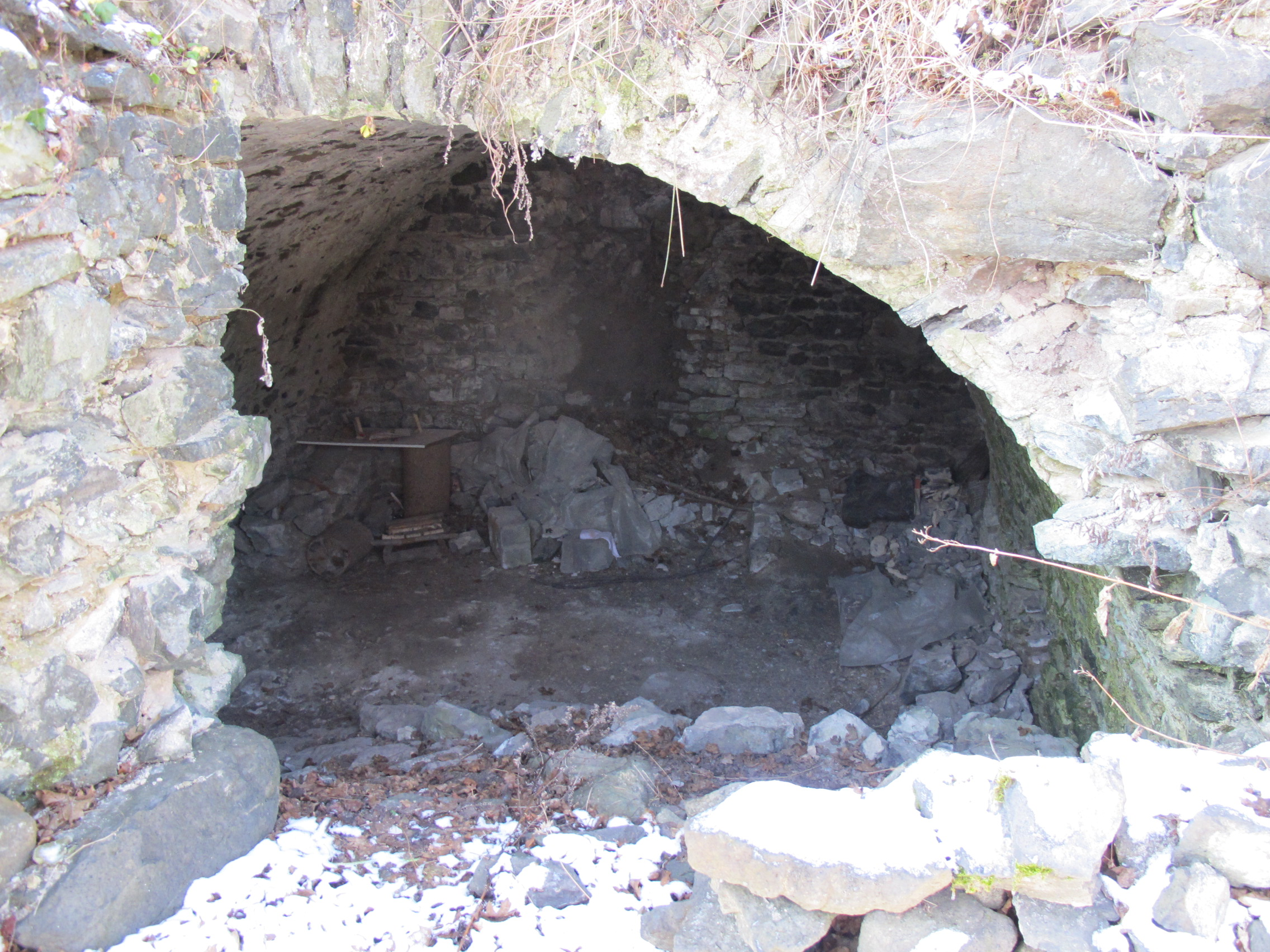
Gewölbe im Erdgeschoss des Donjon

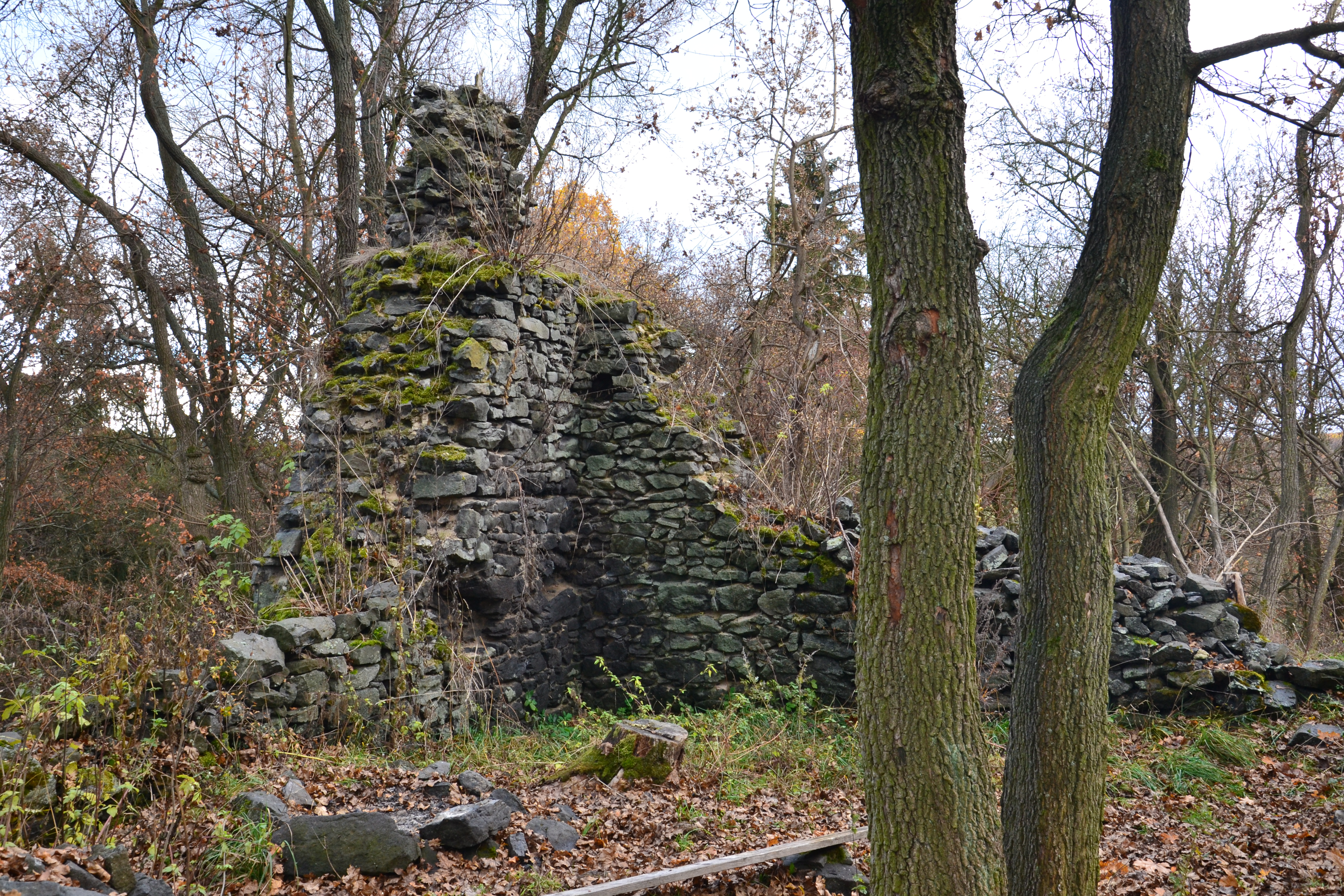
Reste des Burgtores

Die Burg wurde vermutlich im ersten Drittel des 14. Jahrhunderts als Rittersitz erbaut. Erstmals urkundlich erwähnt wurde sie 1338, als Racek von Křečov bei der Bestätigung der Rechte der Kirche in Rabenstein als Zeuge auftrat. Zu Beginn des 15. Jahrhunderts gehörte die Burg den Brüdern Diviš dem Älteren und Diviš dem Jüngeren von Křečov. Während des Kreuzzuges gegen die Hussiten in Saaz eroberten die Kreuzfahrer 1421 die Burg und verschleppten Diviš den Älteren bei ihrem Rückzug als Gefangenen mit nach Bayern. Nach seiner Rückkehr aus der Gefangenschaft überschrieb Diviš der Ältere 1424 die Burg und die Hälfte seines Besitzes, darunter das Dorf Rohozec und die Einkünfte aus Budiš, seinen Kindern Jan, Elena, Anna und Alžběta, die die Burg bis 1452 besaßen. Nachfolgende Burgherren waren die Ritter von Nedvídkov, die mit der Stadt Laun eine lange Fehde führten. Wahrscheinlich in der zweiten Hälfte des 15. Jahrhunderts wurde das Gut Skytaly der Herrschaft Křečov zugeschlagen. Tvoch von Nedvídkov wurde für einige Zeit in Laun gefangen gehalten. Vor 1482 übernahm seine Witwe Margarethe, geborene Audriczka von Audrc (Údrčská z Údrče), zusammen mit den minderjährigen Kindern die Burg und den Hof Křečov. Ihr Vormund Heinrich Audriczky von Audrc verkaufte den Besitz jedoch ohne Zustimmung der Witwe an die Brüder Jan und Jaroš von Wrzessowitz. Die Witwe konnte ihre Ansprüche in einem mehrjährigen Rechtsstreit gegen die Brüder von Wrzessowitz gerichtlich durchsetzen und erhielt den Besitz gegen Erstattung der Reparaturkosten an der Burg wieder zurück. Um 1510 verkaufte die Familie von Nedvídkov die Herrschaft Křečov mit dem Gut Skytaly an Georg Audriczky von Audrc. Die Burg Křečov war zu diesem Zeitpunkt bereits heruntergekommen und kaum noch bewohnbar. Georg Audriczky machte die Feste in Vroutek zu seinem Sitz und überließ die Burg dem gänzlichen Verfall. Im Jahre 1543 wurde die Burg als wüst bezeichnet.
Der Name Ruine Rust bzw. Ruine Teutschenrust entstand erst im 18. Jahrhundert. Zu dieser Zeit waren um die Ruine bereits einige Legenden entstanden. So sollten sich in einem Keller unter dem Donjon noch die vergrabenen Weinvorräte befinden und auch ein unterirdischer Gang zur zweieinhalb Kilometer entfernten wüsten Feste Budiš führen. Joseph Wonibald von Eben und Brunnen, der 1765 Besitzer der Herrschaft Teutschenrust-Weiten-Trebetitsch geworden war, ließ auf der Suche nach den Weinvorräten mehrfach im Burgkeller graben und beschädigte dabei die Statik des Donjon. Am Übergang vom 19. zum 20. Jahrhundert nutzten umherziehende Zigeuner das Erdgeschoss des Wohnturmes als Unterschlupf.

## Bauliche Anlage
Die mit Wällen und Gräben umgebene Burg wurde auf einer entlang der Längsseite nach Südosten steil zum Dolánecký potok abfallenden Terrasse errichtet. Wegen der nach Nordwesten ungeschützten Lage musste zwischen der Burg und den Feldern am Hügel U Hradu ein tiefer Burggraben angelegt werden.
In der südwestlichen Hälfte des Areals befand sich die ummauerte und mit einer Abmessung von 18 × 20 m auch relativ kleine Kernburg mit dem Donjon und einem weiteren Gebäude. Das gemauerte Burgtor an der Nordostseite führte über einen Graben mit Zugbrücke in die Vorburg, die die andere Hälfte des Geländes einnahm. Erhalten sind von der Kernburg der Torso des Wohnturmes mit den Tonnengewölben im Erdgeschoss und einigen Mauerresten des Obergeschosses, Reste des Burgtores und der Burgmauer sowie das bewachsene Gelände der Vorburg mit Burggräben. Der nordwestliche Burggraben ist heute größtenteils verfüllt.
Die Ruine ist als Kulturdenkmal unter Schutz gestellt.